# Les États du désert
Les États du désert est un roman de Marc Cholodenko publié en 1976 aux éditions Flammarion et ayant reçu la même année le prix Médicis.

## Éditions
- Les États du désert, éditions Flammarion, 1976  (ISBN 208230891X).